# Kalmar tyska församling
Kalmar tyska församling var en församling i Växjö stift i nuvarande Kalmar kommun. Församlingen upplöstes 1652.

## Administrativ historik
Församlingen utbröts ur Kalmar församling 1628 och upplöstes 19 mars 1652. Församlingen ingick i pastorat med Kalmar församling.